# 넓은잔대
넓은잔대(학명: Adenophora divaricata)는 국화목 초롱꽃과 잔대속에 속하는 다년초의 일종이다.